# Zwischen den Sekunden
Zwischen den Sekunden ist das dritte Studioalbum von der deutschen Sängerin Alexa Feser. Es wurde am 21. April 2017 unter dem Label Warner Music Group und dem Label Dolcerita Records veröffentlicht. Musikalisch ähnelt es dem Vorgänger Gold von morgen aus dem Jahr 2014.

## Singles
Die erste Single Medizin wurde am 30. September 2016 veröffentlicht. Sie blieb relativ erfolglos, da sie sich in keiner Hitliste platzieren konnte und auch das zugehörige Musikvideo auf der Plattform YouTube nicht sehr viele Aufrufe bekam. Die zweite Single Wunderfinder mit dem Rapper Curse wurde am 3. Februar veröffentlicht und konnte sich für eine Woche in den Charts von Österreich platzieren. Auch das Musikvideo konnte in kurzer Zeit über eine Million Aufrufe verzeichnen. Leben wurde als dritte Single am 23. Juni 2017 veröffentlicht.

## Titelliste
| Nr.          | Titel                                              | Autor(en)                        | Länge |
| ------------ | -------------------------------------------------- | -------------------------------- | ----- |
| 1.           | Intro – Zwischen den Sekunden                      | Alexa Feser, Steve van Velvet    | 0:48  |
| 2.           | Leben                                              | Feser, van Velvet                | 3:35  |
| 3.           | Medizin                                            | Feser, van Velvet                | 4:23  |
| 4.           | Straßenkind                                        | Feser, van Velvet                | 4:05  |
| 5.           | Wunderfinder (feat. Curse)                         | Feser, van Velvet, Michael Kurth | 3:38  |
| 6.           | Inventur                                           | Feser, van Velvet                | 3:36  |
| 7.           | Paradies im Kopf                                   | Feser, van Velvet                | 3:59  |
| 8.           | Herz aus zweiter Hand                              | Feser, van Velvet                | 4:28  |
| 9.           | Linie 7                                            | Feser, van Velvet                | 4:04  |
| 10.          | Mensch unter Menschen                              | Feser, van Velvet                | 4:06  |
| 11.          | Rückwärtstag                                       | Feser, van Velvet                | 3:57  |
| 12.          | Interlude – Zwischen den Sekunden                  | Feser, van Velvet                | 1:14  |
| 13.          | Nach Norden                                        | Feser, van Velvet                | 4:34  |
| 14.          | Wunderfinder (feat. Curse) (Akustik Piano Version) | Feser, van Velvet, Kurth         | 3:43  |
| 15.          | Paradies im Kopf (Akustik Piano Version)           | Feser, van Velvet                | 4:06  |
| 16.          | Herz aus zweiter Hand (Akustik Piano Version)      | Feser, van Velvet                | 4:35  |
| 17.          | Linie 7 (Akustik Piano Version)                    | Feser, van Velvet                | 4:17  |
| 18.          | Mensch unter Menschen (Akustik Piano Version)      | Feser, van Velvet                | 4:04  |
| Gesamtlänge: | Gesamtlänge:                                       | Gesamtlänge:                     | 67:12 |

## Chartplatzierungen
Zwischen den Sekunden erreichte in Deutschland Position drei der Albumcharts und konnte sich insgesamt eine Woche in den Top 10 sowie sechs Wochen in den Charts halten. In Österreich und der Schweiz erreichte das Album jeweils in einer Chartwoche Position 27 beziehungsweise Position 34 der Albumcharts. Für Feser ist dies nach Gold von morgen der zweite Top-10-Erfolg in den deutschen Albumcharts sowie jeweils der erste Charterfolg in Österreich und der Schweiz.
| ChartsChartplatzierungen | Höchstplatzierung | Wochen |
| ------------------------ | ----------------- | ------ |
| Deutschland (GfK)        | 3 (6 Wo.)         | 6      |
| Österreich (Ö3)          | 27 (1 Wo.)        | 1      |
| Schweiz (IFPI)           | 34 (1 Wo.)        | 1      |